# Ekonomska in monetarna unija Evropske unije
Ekonomska in monetarna unija (EMU) je krovni izraz za skupino politik, namenjenih zbliževanju gospodarstev držav članic Evropske unije v treh fazah. Politike zajemajo 20 držav evroobmočja in države, ki niso članice Evropske unije.
Vsako stopnjo EMU sestavlja postopno tesnejše gospodarsko povezovanje. Šele ko država sodeluje v tretji fazi, lahko sprejme evro kot svojo uradno valuto. Tretja stopnja je kot taka v glavnem sinonim za evroobmočje. Konvergenčna merila za evro so niz zahtev, ki jih je treba izpolniti, da se država lahko pridruži evroobmočju. Pomemben element tega je najmanj dvo letna udeležba v evropskem tečajnem mehanizmu ("ERM II"), v katerem valute kandidatk dokazujejo gospodarsko konvergenco z ohranjanjem omejenega odstopanja od ciljnega tečaja glede na evro.
Devetnajst držav članic EU, vključno z nedavno Litvo, je stopilo v tretjo fazo in uvedlo evro kot svojo valuto. Vse nove države članice EU se morajo zavezati, da bodo sodelovale v tretji fazi svojih pristopnih pogodb. Le Danska, katere članstvo v EU je pred uvedbo evra, ima pravno zavrnitev pogodb EU, ki dovoljuje izvzetje iz te obveznosti. Preostalih sedem držav nečlanic evra mora vstopiti v tretjo fazo, ko izpolnijo vsa konvergenčna merila.

## Zgodovina
Zamisel o ekonomski in monetarni uniji v Evropi je bila prvič postavljena že pred ustanovitvijo Evropskih skupnosti. Latinska denarna unija je na primer obstajala v obdobju 1865–1927. V Ligi narodov je Gustav Stresemann leta 1929 prosil za evropsko valuto ob upoštevanju povečane gospodarske delitve zaradi številnih novih nacionalnih držav v Evropi po prvi svetovni vojni.
Prvi poskus ustvarjanja ekonomske in monetarne unije med članicami Evropskih skupnosti sega v pobudo Evropske komisije leta 1969, ki je izrazila potrebo po "večji koordinaciji ekonomskih politik in monetarnega sodelovanja", čemur je sledila odločitev voditeljev držav ali vlad na srečanju na v Haagu leta 1969, da so po fazah pripravili načrt za oblikovanje ekonomske in monetarne unije do konca sedemdesetih let.
Na podlagi različnih predhodnih predlogov je strokovna skupina, ki ji je predsedoval luksemburški premier in finančni minister Pierre Werner, oktobra 1970 predstavila prvi skupno dogovorjeni načrt za oblikovanje ekonomske in monetarne unije v treh fazah (Wernerjev načrt). Projekt je imel resne zastoje zaradi kriz, ki so izhajale iz nekonvertibilnosti ameriškega dolarja v zlato avgusta 1971 (tj. Propada sistema Bretton Woods) in naraščajočih cen nafte leta 1972. Poskus omejevanja nihanj evropskih valute z uporabo kače v predoru ni uspela.
Popolna razprava o EMU se je ponovno začela na srečanju v Hannovru junija 1988, ko je bil začasno organiziran odbor (odbor Delors) guvernerjev centralnih bank dvanajstih držav članic, ki mu je predsedoval predsednik Evropske komisije Jacques Delors. Ta je predlagal nov časovni razpored z jasnimi, praktičnimi in realnimi koraki za oblikovanje ekonomske in monetarne unije. Ta način dela je izhajal iz metode Spaak.
Poročilo Delorsa iz leta 1989 je vsebovalo načrt za uvedbo EMU v treh fazah in vključevalo ustanovitev institucij, kot je Evropski sistem centralnih bank (ESCB), ki bi postale odgovorne za oblikovanje in izvajanje denarne politike.
Tri stopnje za izvajanje EMU so bile naslednje:

### Prva stopnja: od 1. julija 1990 do 31. decembra 1993
- S 1. julijem 1990 se nadzor deviz ukine, s čimer se pretok kapitala v Evropski gospodarski skupnosti popolnoma liberalizira.
- Maastrichtska pogodba iz leta 1992 določa dokončanje EMU kot formalni cilj in določa številna ekonomska konvergenčna merila glede stopnje inflacije, javnih financ, obrestnih mer in stabilnosti deviznega tečaja.
- Pogodba začne veljati 1. novembra 1993.

### Druga stopnja: od 1. januarja 1994 do 31. decembra 1998
- Evropski monetarni inštitut je ustanovljen kot predhodnica Evropske centralne banke z nalogo krepitve monetarnega sodelovanja med državami članicami in njihovimi nacionalnimi bankami ter nadzora bankovcev ECU.
- 16. decembra 1995 se določijo podrobnosti, kot so ime nove valute (evro) in trajanje prehodnih obdobij.
- Evropski svet 16. in 17. junija 1997 v Amsterdamu sklene sprejeti Pakt stabilnosti in rasti, ki naj bi zagotovil proračunsko disciplino po uvedbi evra, vzpostavljen pa je nov mehanizem deviznih tečajev (ERM II), ki zagotavlja stabilnost nad evrom in nacionalnimi valutami držav, ki še niso vstopile v evroobmočje.
- 3. maja 1998 je na zasedanju Evropskega sveta v Bruslju izbranih 11 začetnih držav, ki bodo od 1. januarja 1999 sodelovale v tretji fazi.
- 1. junija 1998 se ustanovi Evropska centralna banka (ECB), 31. decembra 1998 pa se določijo menjalni tečaji med 11 sodelujočimi nacionalnimi valutami in evrom.

### Tretja stopnja: od 1. januarja 1999 dalje
- Od začetka leta 1999 je evro realna valuta in pod nadzorom ECB je uvedena enotna denarna politika. Pred uvedbo dejanskih evrobankovcev in evrokovancev se začne triletno prehodno obdobje, vendar pravno nacionalne valute že niso več na voljo.
- 1. januarja 2001 se Grčija pridruži tretji fazi EMU.
- 1. januarja 2002 se uvedejo evro bankovci in kovanci.
- 1. januarja 2007 se Slovenija pridruži tretji fazi EMU.
- 1. januarja 2008 se Ciper in Malta pridružita tretji fazi EMU.
- 1. januarja 2009 se Slovaška pridruži tretji fazi EMU.
- 1. januarja 2011 se Estonija pridruži tretji fazi EMU.
- 1. januarja 2014 se Latvija pridruži tretji fazi EMU.
- 1. januarja 2015 se Litva pridruži tretji fazi EMU.
- 1. januarja 2023 se Hrvaška pridruži tretji fazi EMU.

## Kritike
Razpravljalo se je, ali države evroobmočja predstavljajo optimalno valutno območje.
Prav tako je bilo veliko dvoma, ali so vse države evroobmočja resnično izpolnile "visoko stopnjo trajnostne konvergence", kot zahteva Maastrichtska pogodba kot pogoj za sprejem v evra, ne da bi pozneje zašle v finančne težave.

### Nefleksibilnost monetarne politike
Ker članstvo v evroobmočju vzpostavlja enotno monetarno politiko za posamezne države, te ne morejo več uporabljati izolirane denarne politike, npr. povečati svojo konkurenčnost na ceno drugih članic evroobmočja s tiskanjem denarja in razvrednotenjem ali tiskati denar za financiranje čezmernega državnega primanjkljaja ali plačevanje obresti na nevzdržno visoki ravni javnega dolga. Posledično lahko države članice, če svojega gospodarstva ne bodo upravljale tako, da bodo lahko pokazale fiskalno disciplino (kot jih je zavezala maastrichtska pogodba), prej ali slej tvegale krizo državnega dolga v svoji državi brez možnosti tiskanja denarja kot enostaven izhod. To se je zgodilo Grčiji, Irski, Portugalski, Cipru in Španiji.